# بادي براون
بادي براون (بالإنجليزية: Buddy Brown)‏ هو لاعب كرة قدم أمريكية أمريكي، ولد في 19 أكتوبر 1925 في ويني في الولايات المتحدة، وتوفي في 23 فبراير 2004.

## وصلات خارجية
- بادي براون على موقع مرجع كرة القدم المحترفة.كوم (الإنجليزية)